# ميري ريغيف
ميريام «ميري» ريغيف (بالعبرية: מרים "מירי" רגב، ولدت ميريام سيبوني في 26 مايو 1965) سياسية إسرائيلية وعضو في الكنيست عن حزب الليكود ووزيرة الثقافة والرياضة وشغلت سابقا منصب المتحدثة باسم الجيش الإسرائيلي.

## مسيرتها
ولدت ميري ريجيف في كريات جات عام 1965 لأب من اليهود المغاربة وأم إسبانية المهاجرين. في عام 1983 انضمت إلى غادنا، وهو برنامج عسكري إسرائيلي لإعداد الشباب للخدمة العسكرية، وترقت لدرجة قائد فصيلة، واستمرت في المنصب حتى عام 1986. حصلت على درجة الماجستير في إدارة الأعمال ودرجة البكالوريوس في التعليم غير الرسمي. وهي متزوجة ولديها ثلاثة أطفال.
في مايو 2012 شاركت ريجيف في مظاهرة مناهضة للمهاجرين، ووصفت المهاجرين السودانيين غير الشرعيين ب «السرطان في جسمنا.» وقالت في وقت لاحق أن كلامهما تم اقتباسه وتحريفه، واعتذرت عن مقارنة البشر بالسرطان.
وتشتهر ميري ريغيف بدفاعها عن حقوق المثليين رغم كونها من أسرة تقليدية، كما تشتهر بزيارة قبور الأولياء اليهود في المغرب وإسرائيل بشكل دائم.
في 22 سبتمبر 2016، غادرت قاعة حفل توزيع جوائز «أوفير» للأعمال السينمائية الإسرائيلية في مدينة أشدود، احتجاجًا على أغنية قدمها المطرب العربي الإسرائيلي، تامر نفار، وكلماتها مأخوذة من قصيدة سجل أنا عربي للشاعر الفلسطيني محمود درويش. ومن ثم عادت بعد نصف ساعة إلى القاعة لتخطب وتوضح السبب وراء خروجها، بقولها أنها لا تعارض الهوية العربية، ولكنها ترفض أحد أبيات القصيدة لما تراه فيها من تحريض ضد اليهود في إسرائيل. رغم ذلك لاقت ريجيف ضجة أحدثتها أصوات المعارضين في القاعة منعتها من إلقاء كلمتها بصورة متواصلة. وخلال كلمتها ردّ مؤدي الأغنية تامر نفار بالخروج من القاعة، كما ورفض جزءٌ من الفائزين بالجوائز أن يعتلوا المنصة لتلقّي الجوائز من يدها.

## روابط خارجية
- ميري ريغيف على موقع IMDb (الإنجليزية)